# Boracite
La boracite è un minerale appartenente al gruppo della boracite.